# Шигнан (Бадахшан)

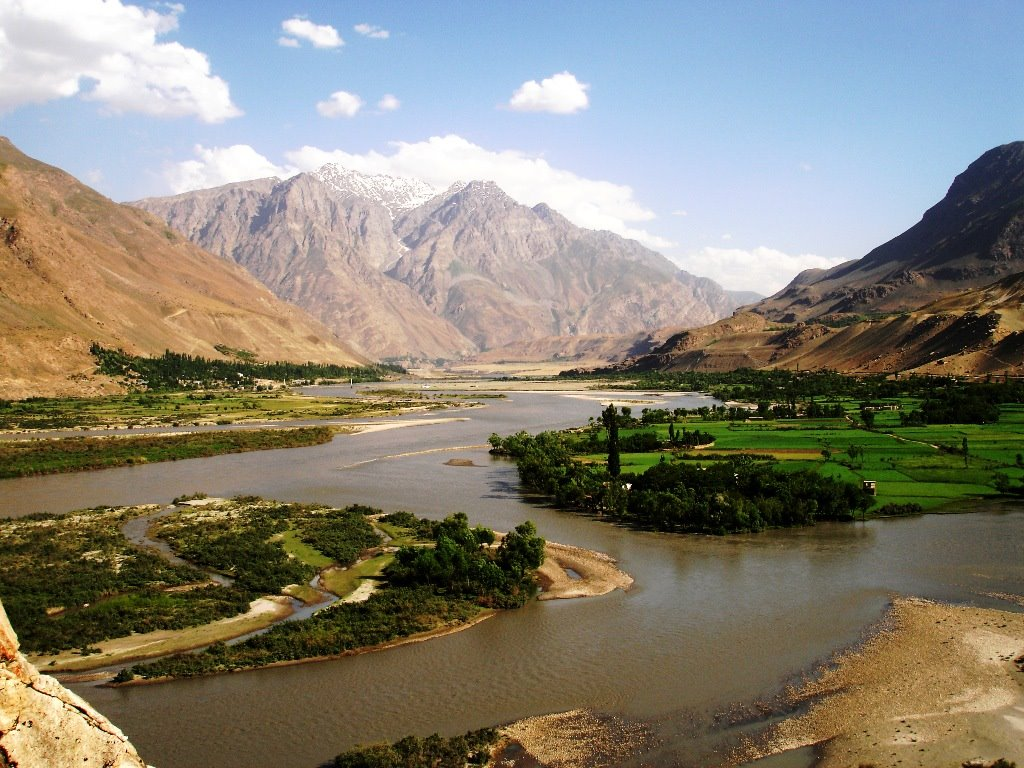
Вид на реку Пяндж, границу между Таджикистаном и Афганистаном в районе Шигнан.

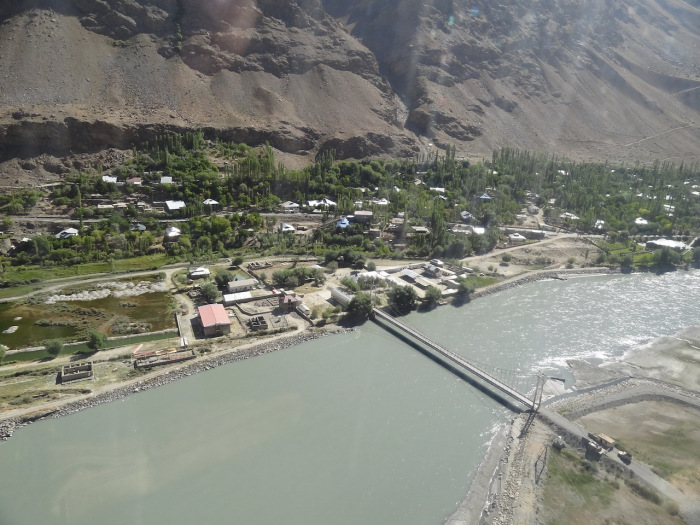
Мост дружбы между Таджикистаном и Афганистаном в регионе Шугнан — Шигнан.

Шигна́н (дари بننان, Šighṉāṉ), район Шигнан (дари بهرستان بننان), Шугнан (тадж. Шуғнон, шугн. «Xuɣ̆nůn»), — один из 28 административных районов провинции Бадахшан на востоке Афганистана. Граничит с одноимённым районом Горно-Бадахшанской автономной области Таджикистана, вместе с которым образует историческую область Шугнан.
Административный центр афганского района Шигнан — посёлок Калех Барпандже (дари قلعه برپنجه, буквально — «замок когтя»).

## Этимология названия
Название района по-разному произносится на дари, на таджикском и на шугнанском: «Шигнан» (дари شغنان), «Шугнан» (тадж. Шуғнон), «Шугнан» шугн. «Xuɣ̆nůn»).
Преобладающее мнение этнографов об топониме шугн. «Xuɣ̆nůn» — что он произошёл от др.-перс. «*xwašna-» со значением «хороший; приятный».
Существует также мнение, что название «Шигнан» связано с древними племенами саков, обитавших в горных долинах Вахана в VII–II веках до н. э. («Шугнан» буквально означает «страна саков»).
В средневековых арабских источниках Шигнан упоминается в форме Шикинан (араб. شقنان‎) или Шикина (араб. شقینه‎), Ибн-Хаукаль даёт чтение «Шикнийа» (араб. شقنیه‎).
Современный вариант «Шигнан» (перс. شغنان‎) впервые встречается в персидской литературе, в иранском эпосе «Шахнаме» Абулькасима Фирдоуси.

## Демография
Основными этническими группами являются памирский народ шугнанцы и таджики. В Шигнане говорят и понимают только дари (персидский) и шугнанский языки.
Шугнанский этнос окончательно сформировался в X—XII веках.
Этнические шугнанцы говорят на собственном языке, который называют шугн. Xuɣ̆nůni ziv (буквально — «язык Шугнана»). Этот язык относится к северо-восточной подгруппе памирских языков, входят в восточно-иранскую языковую группу.
Население района на 2008 год составляло 27 750 человек. На 2019 год — 30 945 человек.

## История
В 1893 году историческая область Шугнан целиком была присоединена к России. В 1895 году по договору между Российской империей и Великобританией территория области на левом берегу Пянджа была передана Афганистану.
В начале XX века жители Шугнана исповедовали шиитскую ветвь ислама. В национальном составе преобладали таджики, «турки» были в меньшинстве.
Среди имён в начале века преобладали:
- мужские: Иззет-Бек, Хак-и-Али, Якуб-Али, Сафар-Али, Душенбе, Адина, Якшенбе, Чехаршенбе;
- женские: Шукрма, Иззетма, Ширинма, Гулма, Хиза и Камарма.

Исторические занятия шигнанцев — обычные для горной местности поливное земледелие, скотоводство и развитое горное дело.

## География
Из-за высоких гор Шигнан представляет собой труднопроходимую местность, особенно зимой, когда многие афганские дороги в этот район перекрыты снегопадами.
Например, самый простой путь в афганскую деревню Шугнан — через таджикский город Хорог по мосту через Пяндж, от которого до деревни около 5 километров по дороге вниз по течению реки.

### Климат
Лето в этих краях короткое, относительно жаркое и сухое, а зима очень холодная и продолжительная.

### Растительность
В Шигнане хорошо растёт мамиран (это местное название растения Ластовень лекарственный лат. Asclepias vincetoxicum L.), народное средство для лечения заболеваний глаз.